# Morfu Drosidu
Morfu Drosidu –también transliterado como Morfou Drosidou, en griego, Μόρφου Δροσίδου– (26 de abril de 1974) es una deportista griega que compitió en taekwondo. Ganó tres medallas en el Campeonato Mundial de Taekwondo entre los años 1991 y 1997, y tres medallas en el Campeonato Europeo de Taekwondo entre los años 1992 y 2000.

## Palmarés internacional
| Campeonato Mundial | Campeonato Mundial          | Campeonato Mundial | Campeonato Mundial |
| Año                | Lugar                       | Medalla            | Categoría          |
| ------------------ | --------------------------- | ------------------ | ------------------ |
| 1991               | Atenas (Grecia)             | Medalla de bronce  | –65 kg             |
| 1993               | Nueva York (Estados Unidos) | Medalla de plata   | –65 kg             |
| 1997               | Hong Kong (China)           | Medalla de plata   | –65 kg             |
| Campeonato Europeo |                             |                    |                    |
| Año                | Lugar                       | Medalla            | Categoría          |
| 1992               | Valencia (España)           | Medalla de plata   | –65 kg             |
| 1994               | Zagreb (Croacia)            | Medalla de oro     | –65 kg             |
| 2000               | Patras (Grecia)             | Medalla de bronce  | –67 kg             |